# Juan 6

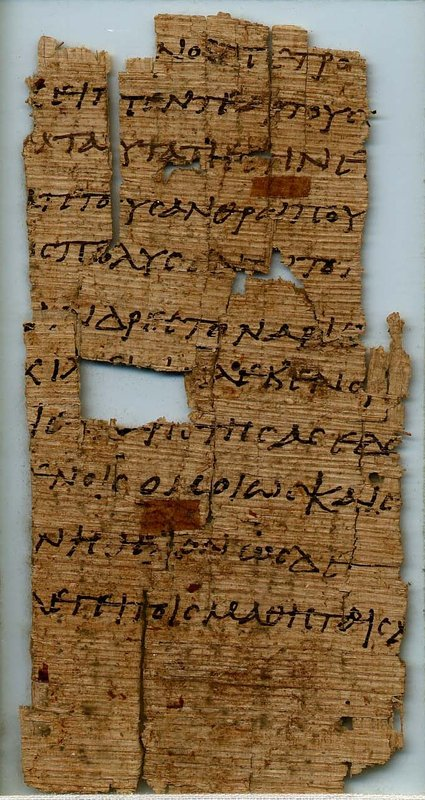
Juan 6:8-12 en el lado recto del Papiro 28, escrito c. AD 250

Juan 6 es el sexto capítulo del Evangelio de Juan del Nuevo Testamento de la Biblia cristiana. Recoge los milagros de Jesús alimentar a los cinco mil hombres y caminar sobre las aguas, el Discurso del Pan de Vida, el rechazo popular a sus enseñanzas y la confesión de fe de Pedro. Los versículos finales anticipan la traición de Jesús por Judas Iscariote.
El autor del libro que contiene este capítulo es anónimo, pero la tradición cristiana primitiva afirmó uniformemente que Juan compuso este Evangelio.

## Texto
El texto original fue escrito en griego koiné. Este capítulo está dividido en 71 Versículos. Algunos manuscritos tempranos que contienen el texto de este capítulo son:
- Papiro 75 (175-225 d. C.)
- Papiro 66 (c. 200)
- Papiro 28 (c. 250)
- Códice Vaticano (325-350)
- Codex Sinaiticus (330-360)
- Codex Bezae (c. 400)
- Codex Alexandrinus (400-440; Versículos existentes 1-49)[3]
- Codex Ephraemi Rescriptus (c. 450; existente: Versículos 39-71)

Algunos autores sitúan este capítulo antes de Juan 5. El comentarista sueco René Kieffer considera que esta reordenación no ha sido probada, pero reconoce que el capítulo 6 puede haber sido insertado en una putativa segunda edición del evangelio. H. W. Watkins, en el Comentario para lectores ingleses (1905) de Charles Ellicott, consideró si "se ha perdido una porción del Evangelio entre Juan 5 y 6", pero lo trata como una "suposición puramente arbitraria".

## Introducción

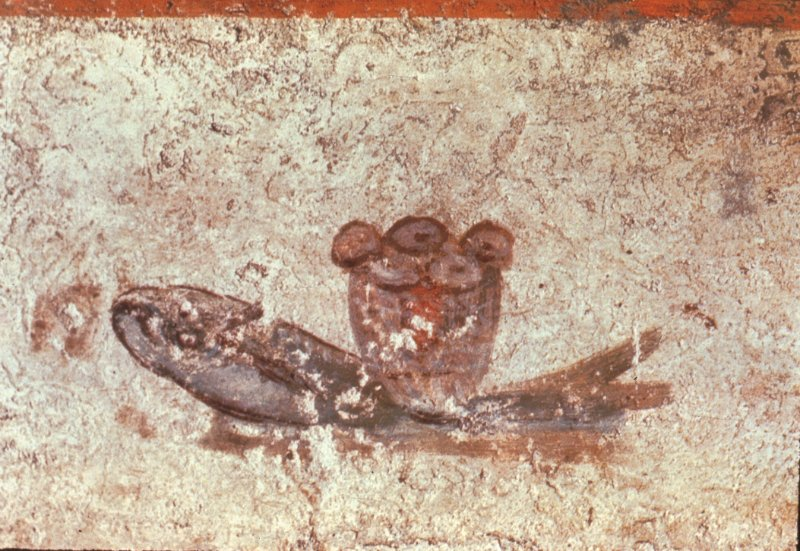
Representación del pan y el pescado eucarísticos de principios del siglo III, Catacumba de San Calixto, Roma.

## Jesús camina sobre el mar

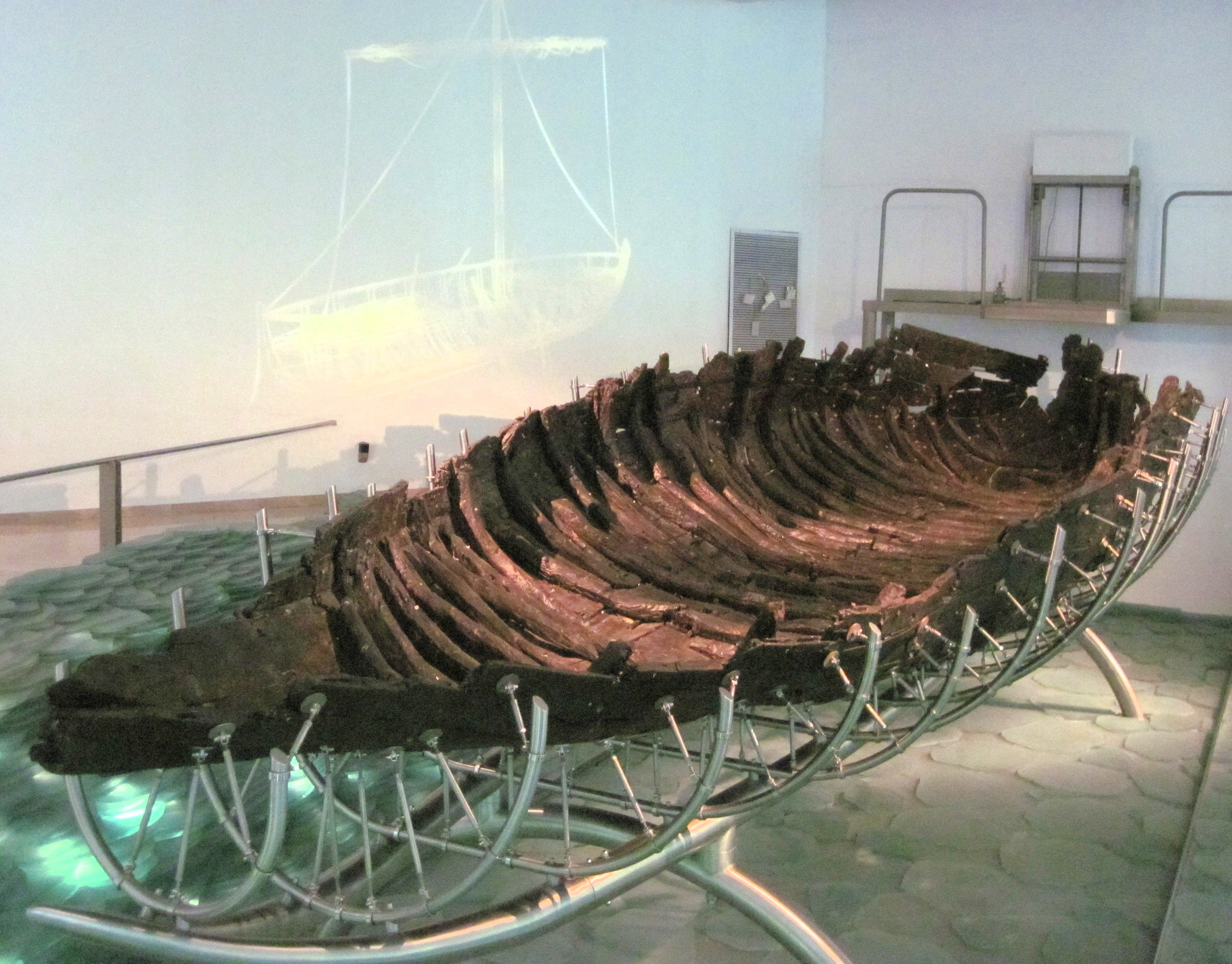
Antiguo Barco del mar de Galilea' del, ahora alojada en el Museo Yigal Allon en el Kibutz Ginosar

## La multitud busca a Jesús

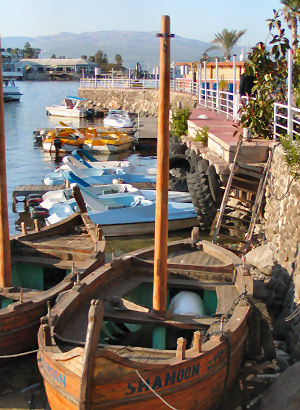
Puerto de Tiberias

## Discurso en la sinagoga de Cafarnaúm (6:25-58)

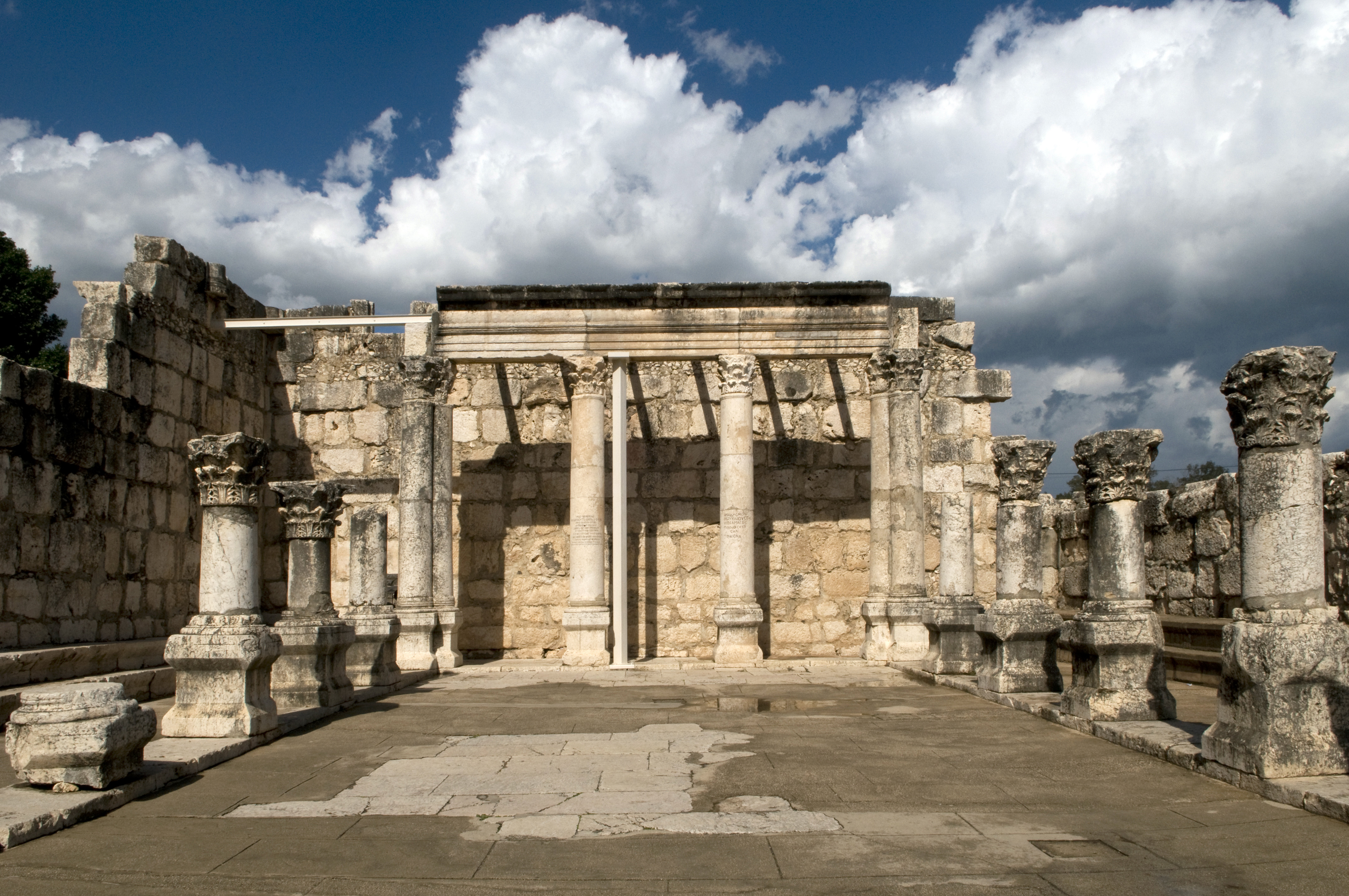
Ruinas de la antigua Gran Sinagoga de Cafarnaún (o Kfar Nahum) del de nuestra era